# Ruggiero
El Ruggiero es un esquema melódico-armónico usado en el periodo Barroco, muy popular en Italia entre los siglos XVI y XVII, empleado en muchas composiciones vocales e instrumentales. Originariamente podía ser utilizado como base armónica para la improvisación melódica de versos poéticos y, según el musicólogo Alfred Einstein, la etimología del término provendría de la primera palabra de la stanza «Ruggier, qual sempre fui» (Ludovico Ariosto, Orlando furioso, ILIV, 61). El primer Ruggiero conocido está incluido en el Tratado de glosas de Diego Ortiz de 1553.